# Svitavy (distrikt)
Svitavy är ett distrikt i Tjeckien. Det ligger i regionen Pardubice, i den östra delen av landet, 150 km öster om huvudstaden Prag. Antalet invånare är 101 937. Arean är 1 379 kvadratkilometer. Distriktet Svitavy gränsar till distriktet Blansko.
Terrängen i distriktet Svitavy är lite kuperad.
Distriktet Svitavy delas in i:
- Dětřichov
- Němčice
- Sádek
- Morašice
- Chotovice
- Horní Újezd
- Lavičné
- Útěchov
- Študlov
- Rudná
- Brněnec
- Kukle
- Nová Sídla
- Kamenec u Poličky
- Mladějov na Moravě
- Újezdec
- Opatovec
- Bystré
- Křenov
- Březová nad Svitavou
- Třebařov
- Litomyšl
- Svitavy
- Široký Důl
- Banín
- Biskupice
- Bohuňov
- Květná
- Trstěnice
- Řídký
- Chornice
- Horky
- Moravská Třebová
- Polička
- Bělá nad Svitavou
- Bělá u Jevíčka
- Březiny
- Chrastavec
- Janov
- Trpín
- Dětřichov u Moravské Třebové
- Příluka
- Gruna
- Karle
- Hartmanice
- Hradec nad Svitavou
- Jevíčko
- Jedlová
- Vysoká
- Pustá Kamenice
- Pustá Rybná
- Vranová Lhota
- Víska u Jevíčka
- Suchá Lhota
- Želivsko
- Vrážné
- Pomezí
- Sedliště
- Svojanov
- Kamenná Horka
- Pohledy
- Budislav
- Rozhraní
- Telecí
- Janůvky
- Opatov
- Mikuleč
- Staré Město
- Rohozná
- Bohuňovice
- Horní Sloupnice
- Borová
- Radkov
- Osík
- Strakov
- Rychnov na Moravě
- Jarošov
- Koclířov
- Javorník
- Chmelík
- Korouhev
- Stašov
- Benátky
- Bezděčí u Trnávky
- Březina
- Městečko Trnávka
- Březinky
- Cerekvice nad Loučnou
- Vidlatá Seč
- Linhartice
- Desná
- Dolní Újezd
- Čistá
- Nová Ves u Jarošova
- Jaroměřice
- Borušov
- Lubná
- Dlouhá Loučka
- Poříčí u Litomyšle
- Sebranice
- Vlčkov
- Oldřiš
- Tržek
- Vítějeves
- Malíkov
- Chotěnov
- Vendolí
- Hartinkov
- Kunčina
- Radiměř
- Slatina
- Makov
- Sklené
- Rozstání
- Nedvězí
- Koruna

Följande samhällen finns i distriktet Svitavy:
- Svitavy
- Moravská Třebová
- Litomyšl
- Polička
- Jevíčko
- Bystré
- Rohozná
- Svojanov